# Berardo Eroli
Berardo Eroli, surnommé le cardinal de Spolète (né à Narni en Ombrie, Italie, alors dans les États pontificaux, en 1409, et mort à Rome le 2 avril 1479) est un cardinal italien du XVe siècle.

## Biographie
Eroli étudie à Rome et est nommé référendaire et auditeur à la Rote romaine par le pape Nicolas V. En 1448 il est nommé évêque de Spolète. Eroli est vicaire de Rome lors des pontificats des papes Nicolas III et Calixte III, régent de la chancellerie apostolique et correcteur des lettres apostoliques.
Le pape Pie II le crée cardinal lors du consistoire du 5 mars 1460. Le cardinal Eroli est abbé commendataire de l'abbaye de San Paolo alle Tre Fontane à Rome et est nommé légat a latere à Pérouse. En 1466-1467 il est camerlingue du Sacré Collège. Eroli fait construire un couvent et un hôpital à Narni. 
Le cardinal Eroli participe au conclaves de 1464 (élection de Paul II) et à celui de 1471 (élection de Sixte IV).